# Jardines Rutgers
Los Jardines Rutgers, en inglés Rutgers Gardens, es un arboreto y jardín botánico de 50 acres (20 hectáreas) de extensión, que se encuentra en North Brunswick, Nueva Jersey.
El código de reconocimiento internacional del "Rutgers Gardens" como miembro del "Botanic Gardens Conservation Internacional" (BGCI), así como las siglas de su herbario es RUTG.

## Localización
Rutgers Gardens Cook Campus, Rutgers University, 112 Ryders Lane, North Brunswick, Middlesex county, New Jersey NJ 08902 United States of America-Estados Unidos de América
Planos y vistas satelitales.40°28′27.48″N 74°25′21.36″O / 40.4743000, -74.4226000
El jardín está abierto al público desde el alba hasta el ocaso y la entrada es libre.

## Historia
Los jardines fueron creados en 1927. El nombre de Rutgers Gardens está fuertemente asociado con el de "Doc" Hamilton. 
En la década de 1990, a pesar de la fuerte oposición, Rutgers, la Universidad Estatal de New Jersey, planeaba vender Rutgers Gardens para el desarrollo urbano, el Garden State estuvo a punto de destruir a algunos de sus propios jardines más valiosos. 
En 1993, el Dr. Bruce Hamilton, profesor de Rutgers, aceptó la responsabilidad de dirigir la gestión y la financiación de los Jardines. Gracias a su destacada dedicación, al generoso  trabajo de muchos voluntarios, los Jardines sobrevivieron para el disfrute de todos. 
Sin sus esfuerzos, los jardines, el bosque nativo, el arroyo cerca del bosque de bambú y muchas características naturales probablemente estarían gravemente dañadas o inexistentes en la actualidad.
Los Rutgers Gardens están ahora dirigido por su director, Bruce Crawford, y Laura Lawson, presidente del Departamento de Arquitectura del Paisaje de Rutgers.

## Colecciones

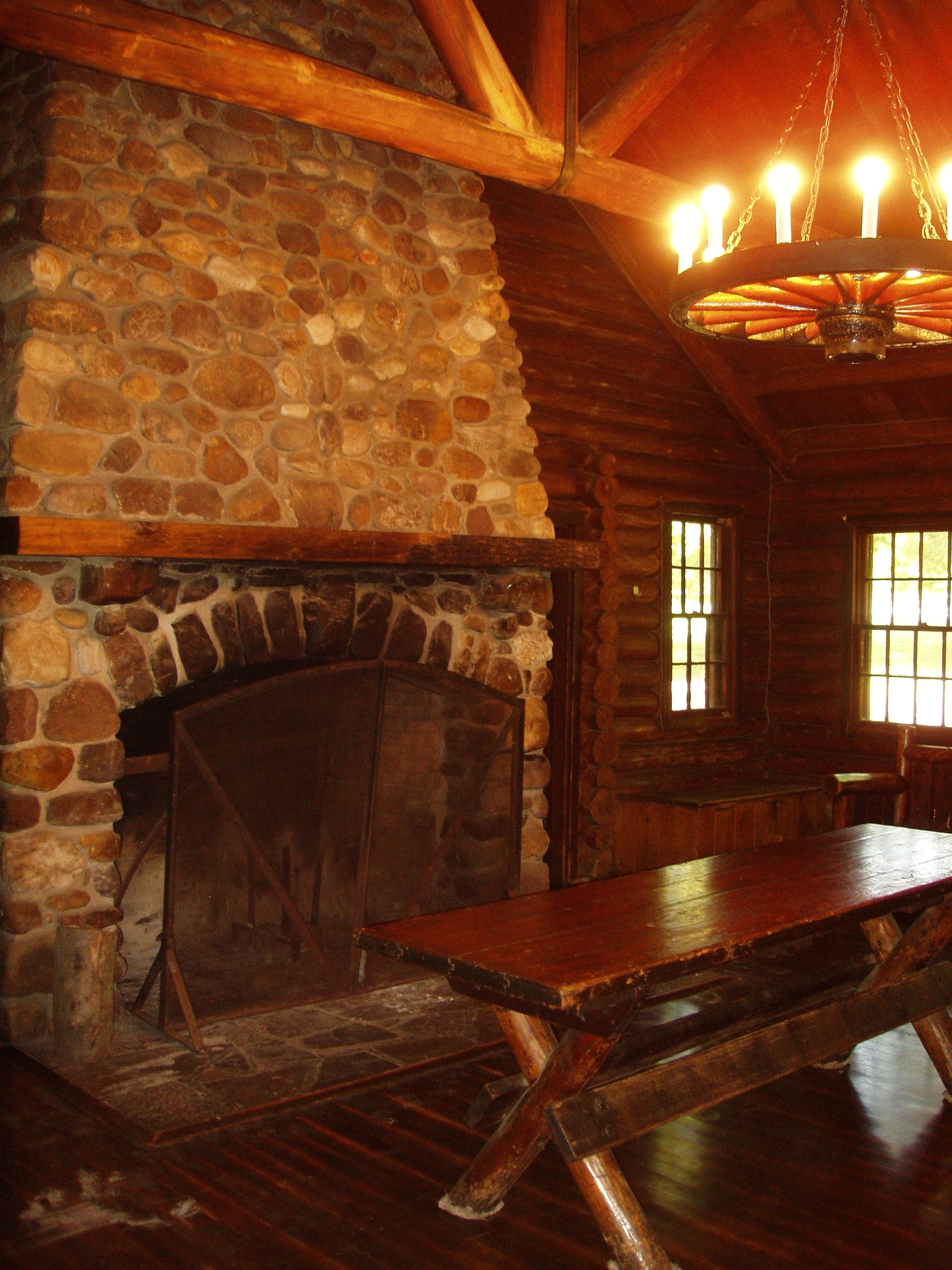
Interior de la cabaña de troncos.

Actualmente el jardín alberga las siguientes secciones:
- American Hollies (Acebos Americanos) - según Rutgers, esta es la mayor colección de Acebos americanos existente en el mundo, incluyendo las selecciones de Ilex opaca efectuadas por el Dr. Elwin Orton para programas de su cultivo.
- Bamboo Forest (Bosque de Bambús) - un bosquete siempre verde del bambú (Phyllostachys nuda), que fue plantado originalmente en la década de 1950, con un camino sinuoso por un pequeño arroyo.
- Donald B. Lacey Display Garden (Jardín de exhibición de Donald B. Lacey) - coloristas y raras plantas anuales, tropicales, hierbas, y verduras.
- Ella Quimby Water Conservation Terrace Gardens (Jardines de la terraza de conservación del agua Ella Quimby) - exhibiciones de plantas tolerantes a la sequía, incluyendo Amorpha canescens, Berberis, Ceanothus americanus, Hypericum 'Hidcote', Juniperus, y Hylotelephium telephium (anteriormente Sedum) 'Autumn Joy'.
- Ornamental Tree Collection (Colección de árboles ornamentales) - árboles pequeños  y raros, incluyendo el árbol procedente de la India "Quassiawood" (Picrasma ailanthoides), el arce corteza de papel (Acer griseum) más grande del Estado, un gran árbol del hierro (Parrotia persica), y Cornus kousa var. chinensis.
- Rhododendron and Azalea Garden (Jardín de Rhododendron y Azaleas)- árboles pequeños y cubiertas vegetales, con una gran variedad de arbustos centrados en Rhododendron. La colección se inició en la década de 1930 y ahora incluye Cornus kousa, Davidia involucrata, Metasequoia glyptostroboides, y Rhododendron mucronulatum.
- Roy H. De Boer Evergreen Garden (Jardín siempre verde Roy H. De Boer)(1958) - unos buenos especímenes de coníferas, tales como Pinus strobus 'Pendula', Tsuga canadensis 'Sargentii', y otros ejemplares de cedros, pinos, piceas, y abetos.
- Shade Tree Collection (Colección de árboles de sombra) - muchos árboles de sombra maduros, incluyendo Toona sinensis, Tetradium hupehensis, Quercus dentata, y otros especímenes de Fagus, Aesculus, Tilia, y Ulmus.
- Shrub Collection(Colección de arbustos) - lilas híbridas y especies (datan de 1927) y otros arbustos, incluyendo Buddleia alternifolia, Corylopsis spicata, Diervilla lonicera, y Hamamelis vernalis. El jardín incluye también dos árboles notables: Magnolia kobus y Magnolia virginiana.
- Log Cabin (Cabaña de troncos) - Esta cabaña de troncos fue construida en 1936 por la Works Progress Administration (WPA).  Hoy en día se utiliza activamente para recepciones y otros eventos en los jardines. La cabaña de madera se encuentra ubicada con vistas al Westons Mill Pond, una sección del Lawrence Brook.